# Дома 1129 км
Дома 1129 км — опустевший населённый пункт в Ярском районе Удмуртии. Входит в состав Дизьминского сельского поселения.

## География
Населённый пункт расположен на северо-западе республики, при реке Чепца,  на расстоянии примерно в 3 километрах по прямой к юго-востоку от районного центра Яра. Примыкает к селу Дизьмино.

## История
Населённый пункт появился при строительстве железной дороги. В селении жили семьи тех, кто обслуживал железнодорожную инфраструктуру.

## Население
| 2010 | 2012 |
| ---- | ---- |
| 0    | →0   |

Национальный состав
Согласно результатам переписи 2002 года, в национальной структуре населения удмурты составляли 80 % из 5 чел..

## Инфраструктура
Путевое хозяйство Ижевского региона Горьковской железной дороги. Действовал остановочный пункт 1129 км.

## Транспорт
Автомобильный (просёлочная дорога) и железнодорожный транспорт.